# خط راه‌آهن بنگوئلا
خط راه‌آهن بنگوئلا (پرتغالی: Caminho de Ferro de Benguela (CFB)) یا خط راه‌آهن کاتانگا-بنگوئلا یک خط راه‌آهن باری-مسافری است که از شهر لبیتو، آنگولا شروع و در شهر تنکه، جمهوری دموکراتیک کنگو به پایان می‌رسد.
این خط که در سال ۱۹۰۵ راه‌اندازی شده ۱٬۸۶۶ کیلومتر طول دارد راه صادرات مواد معدنی و مواد غذایی از دو کشور آنگولا و کنگو از طریق اقیانوس اطلس است.

## نگارخانه

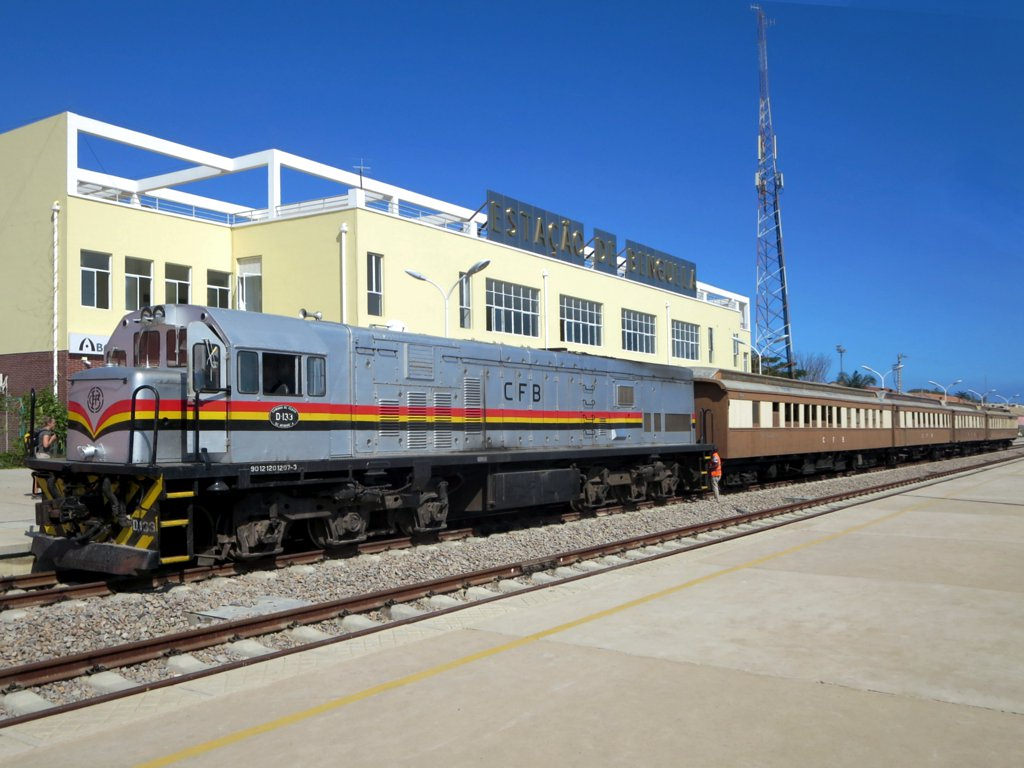
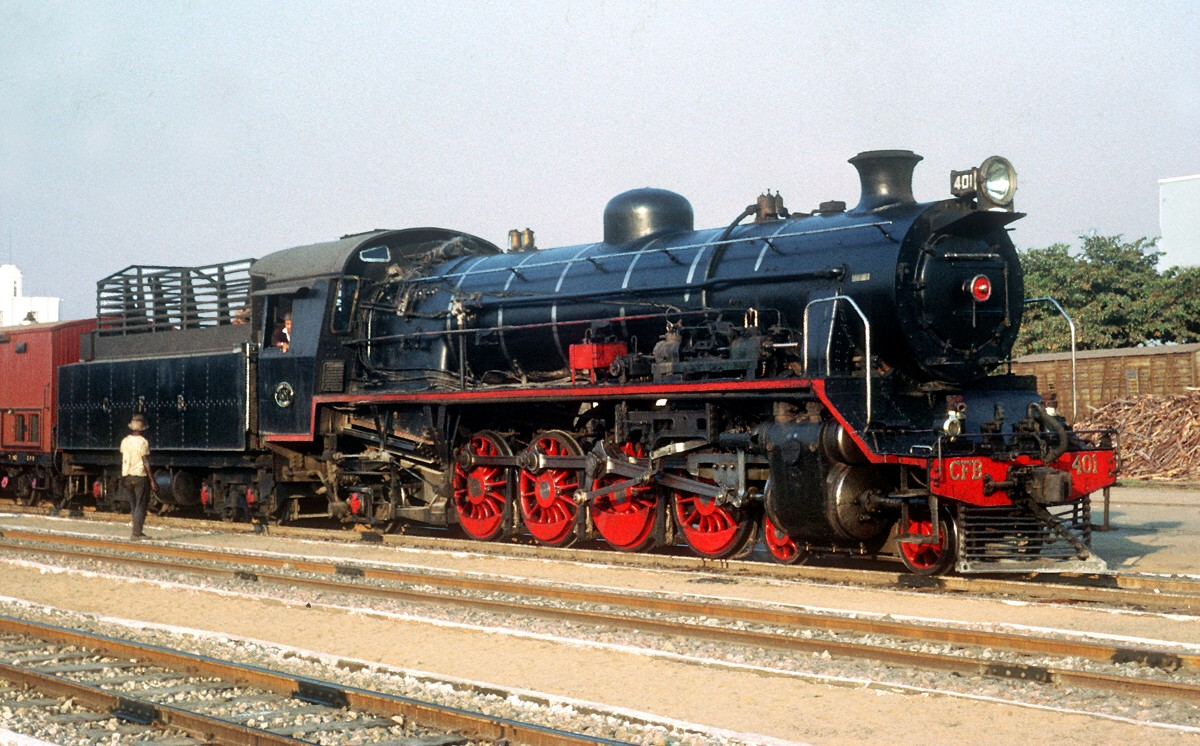
۱۹۷۲